# Прити Тингс
Прити Тингс (на английски: The Pretty Things) са английска рокендрол група от Лондон, създадена през 1963 година. Те взимат името си от песента на Бо Дидли „Pretty Thing“ от 1955, а в по-ранните си години са наричани от британската преса „грозните братовчеди на Ролинг Стоунс“. Техният най-успешен търговски период е в средата на 1960-те, въпреки че продължават да свирят и до днес. Дейвид Бауи прави кавър на две от техните песни в албума си Pin Ups.

## Дискография

### Студио албуми
- The Pretty Things (1965) -UK #6
- Get the Picture (1965)
- Emotions (1967)
- S.F. Sorrow (1968)
- Parachute (1970) – UK #43
- Freeway Madness (1972)
- Silk Torpedo (1974)
- Savage Eye (1976)
- Cross Talk (1980)
- Out of the Island (1988)
- Unrepentant (1995)
- Resurrection (1999)
- Rage... Before Beauty (1999)
- Balboa Island (2007)
- The Sweet Pretty Things (Are in Bed Now, of Course...) (2015)
- Bare as Bone, Bright as Blood (2020)